# Muriel Gardiner
Muriel Gardiner   (Chicago, 23 de novembre de 1901 - Princeton, 6 de febrer de 1985) va ser una psicoanalista i psiquiatra nord-americana, activista de la resistència antinazi.

## Biografia
Gardiner va néixer a Chicago, filla del president de l'empresa d'envasament de carn Morris &amp; Company, i de una de les propietàries d'una altra empresa del mateix sector, Swift &amp; Company. Va néixer en una família adinerada i privilegiada.
Després de graduar-se al Wellesley College el 1922 va viatjar a Europa on va viure fins a l'esclat de la Segona Guerra Mundial. Va assistir a la Universitat d'Oxford i després, el 1926, va anar a Viena, amb l'esperança d'estudiar psicoanàlisi i ser analitzada per Sigmund Freud. Es va llicenciar en medicina a la Universitat de Viena i es va casar amb Joseph Buttinger, líder dels socialistes revolucionaris austríacs.
El 1934 es va implicar en activitats antifeixistes. Utilitzant el nom en clau "Mary", va passar de contraban passaports i diners i va oferir la seva casa als dissidents antifeixistes, activitats que va descriure a les seves memòries Code Name Mary: Memoirs of an American Woman in the Austrian Underground (1983). En esclatar la Segona Guerra Mundial l'1 de setembre de 1939, Gardiner, Buttinger i la seva filla es van traslladar als Estats Units.
Gardiner va editar The Wolf-Man by the Wolf-Man, que documenta la història del cas d'un jove rus adinerat que va anar a Viena el 1910 per ser analitzat per Freud i que es va convertir en el tema de la Història d'una neurosis infantil de Freud. Gardiner va poder parlar personalment amb Freud només una vegada, però el seu llibre Nom en clau Mary porta un pròleg de la filla de Freud, Anna Freud. El 1976, va ser l'autora d'un estudi sobre la violència adolescent anomenat The Deadly Innocents.
Entre 1965 i 1984, Gardiner va cedir un total de 2,37 km² a l' Associació Stony Brook-Millstone Watershed (que va passar a anomenar-se The Watershed Institute), que inclou Brookdale Farm i dues propietats més.
El 1983, Gardiner es va enredar en la polèmica entre Mary McCarthy i Lillian Hellman, quan va afirmar que era el personatge anomenat Julia a les memòries de Hellman, Pentimento (1973), i a la pel·lícula Julia basada en un capítol d'aquell llibre. Hellman, que mai va conèixer a Gardiner, va afirmar que la seva "Julia" era una altra persona.
Gardiner va escriure que, tot i que mai va conèixer Hellman, sovint havia sentit parlar d'ella d'un amic, Wolf Schwabacher, que era l'advocat d'Hellman. Segons el relat de Gardiner, Schwabacher havia visitat Gardiner a Viena i, després que Muriel Gardiner, Joseph Buttinger i la seva filla es traslladessin a la seva casa a Brookdale Farm a Hopewell Township prop de Pennington, Nova Jersey, el 1940, la casa es va dividir amb la família Gardiner-Buttinger vivint a una meitat i Wolf i Ethel Schwabacher a l'altra, durant més de deu anys. La majoria de la gent creia que Hellmann basava la seva història en la vida de Gardiner. L'editor de Gardiner va considerar improbable que hi hagués dues dones nord-americanes milionàries que fossin estudiants de medicina i activistes antinazis a Viena a finals dels anys trenta.

## Vida personal
Va estar casada durant un breu període amb el metge Harold Abramson el 1925. El seu segon marit va ser l'artista britànic Julian Benedict Orde Gardiner (1903-1982); van tenir una filla, Constance, a qui va criar a Viena abans d'enviar-la a Nova York a viure amb la seva germana, la doctora Ruth Morris Bakwin, una pediatra casada amb el doctor Harry Bakwin. Es va casar amb Joseph Buttinger abans que la parella fugís d'Europa el 1939. Muriel Gardiner va morir de càncer el 6 de febrer de 1985 a Princeton, Nova Jersey, als 83 anys.

## Llegat
- La plaça Muriel-Gardiner-Buttinger de Viena té el nom en honor seu.
- La Western New England Psychoanalytic Society Arxivat 2010-05-14 a Wayback Machine. a New Haven, Connecticut, organitza una sèrie de reunions mensuals anomenades Programa Muriel Gardiner en Psicoanàlisi i Humanitats.